# Otto Wucherer
Otto Edward Henry Wucherer (Porto, Portugal, 1820 – Bahia, Brasil, 1873) foi um médico radicado na cidade de Salvador, Bahia, onde morreu. Foi dedicado à medicina tropical e pioneiro no estudo da filariose. 

## Biografia
Na história da filariose destaca-se como pioneiro Otto Edward Henry Wucherer, diplomado pela Faculdade de Medicina de Tubingen, mas radicado em Salvador (Bahia) onde faleceu a 8 de maio de 1873, vitimado por "apoplexia cerebral". 
Em 1866, Wucherer demonstrava os embriões de filária na urina de um doente de Silva Lima. Foi a Gazeta Médica da Bahia a primeira revista do país a publicar os trabalhos de Wucherer, o verdadeiro fundador da helmintologia brasileira. Do grupo de fundadores da GMB fizeram parte entre os médicos estrangeiros John Paterson, ele e José Francisco de Silva Lima e  entre médicos baianos estiveram  Januário de Faria,  Pires Caldas  e  Virgílio Damásio, bem como o então estudante  Pacífico Pereira que adiante seguiria à frente da revista.   
Silva Lima, um dos mais notáveis clínicos que o Brasil já possuiu, o grade médico luso-brasileiro, sempre defendeu para Wucherer a prioridade desta descoberta, publicada em modesto órgão da imprensa médica da Bahia.
Otto Wucherer fez da terra brasileira sua pátria adotiva. Mestre da medicina tropical no Brasil, juntamente com Paterson e Silva Lima engrandeceu a ciência brasileira, fazendo da Bahia um dos maiores centros da cultura da América do Sul, nos meados do século XIX.